# Sóc bay Jentink
Sóc bay Jentink, tên khoa học Hylopetes platyurus, là một loài động vật có vú trong họ Sóc, bộ Gặm nhấm. Loài này được Jentink mô tả năm 1890. Chúng được tìm thấy ở Indonesia và Malaysia.